# Sun (motocicleta)
|  | No s'ha de confondre amb Sunbeam Cycles. |

La Sun Cycle & Fittings Co. Ltd. fou una empresa britànica fabricant de motocicletes, ciclomotors i bicicletes. Tenia la seu a Aston, Birmingham.
L'empresa fou fundada per James Parkes & Son, una foneria de llautó que produïa accessoris per a làmpades i diversos altres productes. El 1885, l'empresa va començar a fabricar marcs i accessoris per al comerç de bicicletes. El 1897, la companyia es va convertir en The Sun Cycle & Fittings Company Limited i, més o menys al mateix temps, va començar a fabricar les seves pròpies bicicletes. La primera motocicleta Sun es va produir el 1911. Durant el període anterior a la Primera Guerra Mundial, Sun va fer servir motors 'Precision' de F.E. Baker Ltd.
L'empresa va ser adquirida per Tube Investments el 1958 i el 1961 es va tancar la fàbrica i es va traslladar la producció a la de Raleigh, a Nottingham. La marca "Sun" es va fer servir durant algun temps per a identificar les bicicletes Raleigh que es retornaven a la fàbrica per a feines de rectificació.